# Lorena Nosić
Lorena Nosić (Otok, 11. travnja 1978.), hrvatska je glumica, televizijska voditeljica i posuđivačica glasa.

## Životopis
Rođena je u mjestu Otok kraj Vinkovaca. U djetinjstvu je željela postati balerina te je završila Školu za klasični balet.
Nakon ponude za ulogu u sapunici Zabranjena ljubav okreće se glumi, te ulogom Mirne Šarić doživljava veliki uspjeh, koji je kasnije potvrdila ulogom poslovne žene Martine Treer u televizijskoj seriji Obični ljudi.
Istaknula se i u voditeljskim ulogama u televizijskim igrama Ljubav je na selu i Večeri za 5, kuharskom natjecanju.

## Filmografija

### Televizijske uloge
| Godina        | Naslov            | Uloga          | Izv.  |
| ------------- | ----------------- | -------------- | ----- |
| 2006.         | Obični ljudi      | Martina Treer  | [ 2 ] |
| 2006.         | Zabranjena ljubav | Sanda Mikšić   | [ 3 ] |
| 2007. – 2008. | Zabranjena ljubav | Mirna Šarić    | [ 3 ] |
| 2012.         | Volim Hrvatsku    | natjecateljica |       |

### Voditeljske uloge
| Godina        | Naslov            | Bilješka     | Izv.  |
| ------------- | ----------------- | ------------ | ----- |
| 2007.         | Večera za 5       | –            | [ 1 ] |
| 2008. – 2010. | Ljubav je na selu | 1.–2. sezona | [ 1 ] |

### Sinkronizacija
| Godina        | Naslov                  | Uloga                  | Bilješka               | Izv.        |
| ------------- | ----------------------- | ---------------------- | ---------------------- | ----------- |
| 2010. – 2015. | Winx                    | Bloom / Naratorica     | 3.–7. sezona           | [ 4 ] [ 5 ] |
| 2010. – 2015. | Winx                    | Lockette               | 3.–4. sezona           | [ 4 ] [ 5 ] |
| 2010. – 2015. | Winx                    | Nova                   | Epizoda: "More straha" | [ 4 ] [ 5 ] |
| 2011. –       | Spužva Bob Skockani     | Karla                  | NET sinkronizacija     | [ 4 ] [ 5 ] |
| 2011.         | Malo kraljevstvo        | Holly                  | –                      | [ 4 ] [ 5 ] |
| 2011.         | Pingvini s Madagaskara  | Kitka                  | –                      | [ 4 ] [ 5 ] |
| 2011.         | PopPixie                | Fixit                  | –                      | [ 4 ] [ 5 ] |
| 2011. – 2013. | Victorious              | Jade West              | –                      | [ 4 ] [ 5 ] |
| 2011. – 2012. | iCarly                  | gđica. Fielder         | –                      | [ 4 ] [ 5 ] |
| 2011. – 2012. | iCarly                  | Sarah James            | –                      | [ 4 ] [ 5 ] |
| 2011. – 2012. | iCarly                  | Jenna Hamilton         | –                      | [ 4 ] [ 5 ] |
| 2011. – 2013. | Big Time Rush           | Kelly Wainwright       | –                      | [ 4 ] [ 5 ] |
| 2013. – 2018. | Thundermani             | Phoebe Thunderman      | –                      | [ 4 ] [ 5 ] |
| 2013.         | Nicky Deuce             | Lorraine               | –                      | [ 4 ] [ 5 ] |
| 2013.         | Super špijunke          | nepoznato              | –                      | [ 4 ] [ 5 ] |
| 2014.         | Sam i Cat               | Jade West              | –                      | [ 4 ] [ 5 ] |
| 2014.         | Škola za vampire        | Lady Kryptina          | –                      | [ 4 ] [ 5 ] |
| 2015.         | Ludo krstarenje         | Ellie Bauer            | –                      | [ 4 ] [ 5 ] |
| 2017.         | Kuća obitelji Glasnić   | Carlota Casagrande     | –                      | [ 4 ] [ 5 ] |
| 2017.         | Vještičji načini        | Emma Alonso            | –                      | [ 4 ] [ 5 ] |
| 2017.         | Akademija za vještičje  | Emma Alonso            | –                      | [ 4 ] [ 5 ] |
| 2021.         | DC Superjunakinje       | Selina Kyle / Catwoman | –                      | [ 4 ] [ 5 ] |
| 2023.         | Heartstopper            | Sarah Nelson           | 2. sezona              | [ 4 ] [ 5 ] |
| 2024.         | Povratak Thundermanovih | Phoebe Thunderman      | –                      | [ 4 ] [ 5 ] |

## Vanjske poveznice
- Lorena Nosić u internetskoj bazi filmova IMDb-u (engl.)